# 汪竹一
汪竹一，中華民國（台灣）政治人物，曾任中華民國工商協進會常務理事兼秘書長，後代表中國國民黨在工業團體當選為第一屆第一、二次增額立法委員。